# Scotostena lugens
Scotostena lugens là một loài bướm đêm trong họ Noctuidae.